# Collegio di Newcastle upon Tyne Central and West
Newcastle upon Tyne Central and West è un collegio elettorale situato nel Tyne and Wear, nel Nord Est dell'Inghilterra, e rappresentato alla Camera dei comuni del Parlamento del Regno Unito. Elegge un membro del parlamento con il sistema first-past-the-post, ossia maggioritario a turno unico; l'attuale parlamentare è Chi Onwurah del Partito Laburista, che rappresenta il collegio dal 2024.

## Estensione
Il collegio comprende i seguenti ward della città di Newcastle upon Tyne: Arthur's Hill; Benwell and Scotswood; Blakelaw; Chapel; Denton and Westerhope; Elswick; Kingston Park South and Newbiggin Hall (distretti elettorali O01, O02 e O03); Lemington; Monument; West Fenham e Wingrove.

## Membri del parlamento
| Elezione | Elezione | Deputato    | Partito   |
| -------- | -------- | ----------- | --------- |
|          | 2024     | Chi Onwurah | Laburista |

## Elezioni

### Elezioni negli anni 2020
| Partito                    | Partito                                      | Candidato                  | Risultati 4 luglio 2024 | Risultati 4 luglio 2024 |
| Partito                    | Partito                                      | Candidato                  | Voti                    | %                       |
| -------------------------- | -------------------------------------------- | -------------------------- | ----------------------- | ----------------------- |
|                            | Laburista                                    | Chi Onwurah                | 18 875                  | 45,64                   |
|                            | Reform UK                                    | Ashton Muncaster           | 7 815                   | 18,90                   |
|                            | Conservatore                                 | Frances Lasok              | 4 228                   | 10,22                   |
|                            | Indipendente                                 | Yvonne Ridley              | 3 627                   | 8,77                    |
|                            | Verdi                                        | John Pearson               | 3 228                   | 7,81                    |
|                            | Lib Dem                                      | Ali Avaei                  | 1 946                   | 4,71                    |
|                            | Indipendente                                 | Habib Rahman               | 1 636                   | 3,96                    |
|                            |                                              |                            |                         |                         |
| Iscritti                   | Iscritti                                     | Iscritti                   | 76 969                  | 100,00                  |
| ↳ Votanti (% su iscritti)  | ↳ Votanti (% su iscritti)                    | ↳ Votanti (% su iscritti)  | 41 355                  | 53,73                   |
| ↳ Astenuti (% su iscritti) | ↳ Astenuti (% su iscritti)                   | ↳ Astenuti (% su iscritti) | 35 614                  | 46,27                   |
|                            |                                              |                            |                         |                         |
|                            | Esito: collegio a Laburista (nuovo collegio) |                            |                         |                         |